# Čukotski polotok
Čukotski polotok (rusko Чукотский полуостров, Čukotskij poluostrov) je polotok na skrajnem vzhodu Rusije in najbolj vzhodni polotok Azije. Obsega površino približno 49.000 km² in v celoti pripada Čukotskemu avtonomnemu okrožju. Severno od njega je Čukotsko morje, južno pa Beringovo morje oziroma Anadirski zaliv. Skrajna vzhodna točka je Dežnjovov rt, ki je tudi najvzhodnejša točka celinske Azije. Najvišji vrh leži 1158 metrov nad morjem.
Naseljenost je zelo redka. Prebivalci so večinoma pripadniki ljudstva Čukči, ki živijo predvsem na vzhodni obali. Podnebje je subpolarno, vegetacija pa nizka in značilna za območje tundre. Prebivalci lovijo ribe in drugo divjad. Na polotoku so tudi nahajališča kositra, volframa in zlata.
Glavno pristanišče je v naselju Providenija, ki leži na obali istoimenskega zaliva v Beringovem morju. Nekaj kilometrov oddaljeno od Dežnjovovega rta je pristanišče v vasi Uelen na obali Čukotskega morja, vendar je tisto zaradi ledu uporabno le od julija do oktobra. Providenija šteje približno 2000 prebivalcev, medtem ko v Uelenu živi približno 600 ljudi. Uelen je najbolj vzhodno naseljeno mesto v Aziji.
Vzhodno od Čukotskega polotoka leži Beringov preliv, ki ga ločuje od Sewardovega polotoka v ameriški zvezni državi Aljaska. Oddaljenost med Dežnjovovim rtom in skrajno zahodno točko Sewardovega polotoka na Rtu waleškega princa znaša približno 85 kilometrov, kar je najmanjša oddaljenost med azijsko in severnoameriško celino. V osrednjem delu Beringovega preliva ležita Diomedova otoka, med katerima poteka mednarodna datumska meja. Večji otok pripada Rusiji, manjši pa Združenim državam Amerike. Otok svetega Lovrenca, ki pripada Združenim državam Amerike, je od najbolj južne točke Čukotskega polotoka oddaljen približno 50 kilometrov.
Čukotski polotok je od preostalega dela Sibirije ločen s 180. poldnevnikom, zaradi česar je to ozemlje edini del azijske celine, ki se nahaja znotraj zahodne poloble. Na presečišču 180. poldnevnika s severnim tečajnikom je znamenje v obliki poloble, narejeno iz jeklenih cevi.